# 버스운전자격증
버스운전자격증은 영업용으로 운행되는 버스를 몰기위해 필요한 자격증을 가리키는 단어이다. 한국교통안전공단에서 주로 시험하는 자격증이다.

## 설명
버스운전자격증은 버스 기사가 되기 위한 자격을 시험하는 것으로 2012년부터 처음으로 도입되었다. 운전면허증에 상관없이 노란색 번호판을 달고 영업용으로 운행되는 버스를 운전하려면 필수로 있어야하며 일반 자가용으로 운행되는 버스는 버스운전자격증이 별도로 필요하지않는다. 영구차를 운전할 때에도 필요한 자격증 중에 하나이며 15인승 이하의 승합차는 1종 보통 운전 면허를 가지고도 버스운전자격증만 가지면 영업용 승합차를 운전하는 것이 가능하고 15인승 이상의 승합차나 버스는 반드시 1종 대형 면허까지도 같이 취득해야만 한다. 버스운전자격증을 취득하기위해서 나오는 시험은 총 80문제가 출시되는데 이중 48문제를 정답으로 맞추어야 최종 합격이 된다.

## 같이 보기
- 영업용
- 자격증